# 김소린
위키백과
김소린은 대한민국의 여자 배우이다.

## 출연작

### 드라마
- 2016년 뱀파이어 탐정 - 뱀파이어역
- 2017년 사임당, 빛의 일기 - 비서역
- 2019년 유비무환-보험사 직원역 주인공
- 2019년 맹씨네가족- 맹씨의 막내딸역 주인공
- 2020년 직썰돈직구- 보험사 직원역 주인공
- 2022년 DMZ대성동

### 영화
- 만해한용운 "님의침묵" - "주연" 일본교도관역
- 나비효과 오주리역

## 학력
- 이화여자대학교 약학과
- 서울대 대학원

## 경력
- 2021년 11.~
- 월드케이뷰티 연예인 홍보대사
- 2020년~2021년
- icn코리아 연예인 홍보대사
- 2018년. 05.~

- 세계반려동물영화제 연예인 홍보대사

- 2018년.04.~

- 세종대왕 문화제 연예인 홍보대사

- 2017년.08.~

- KNS뉴스통신 연예인 홍보대사

- 2017년.08.~

- 제2회 국제 반려동물영화제 연예인 홍보대사

- 2016년.08.~

- 제27회 서울국제휴먼올림픽 연예인 홍보대사

## 수상
- 2021년 12.
- 제7회 국제 참 예술인 대상 방송인부문 대상
- 2018년.02.

- 월드미스뷰티퀸 세계대회 1위

- 2019년.12.

- 위대한 한국인 대상 방송연기 최우수대상

- 2019년.03.

- 대한민국 국민대상 예술문화부문 대상

- 2018년.05.

- 국제참예술인대상 대상

- 2018년.05.

- 자랑스런 대한민국 시민대상 신인여자연기대상